# (316179) 2010 EN65
(316179) 2010 EN65 es un planeta menor considerado por el Centro de Planetas Menores como un centauro. Sin embargo, este objeto resulta ser un asteroide troyano de Neptuno que pasa desde la posición del punto de Lagrange L4 a L5 a través de L3.

## Características
2010 EN65 tiene un diámetro aproximado de 183 km, lo que lo convierte en uno de los troyanos coorbitantes más grandes conocidos con Neptuno, y uno de los más luminosos junto a (309239) 2007 RW10. Estaría en el proceso de cambiar su órbita de centauro a troyano de Neptuno, de ahí su nombre de puente troyano.

## Órbita
2010 EN65 sigue una órbita bastante excéntrica (0,31) con un semieje mayor de 30,72 UA y una inclinación de 19,3º. Su órbita se determinó a partir de imágenes tomadas en 1989.